# Artes mechanicae

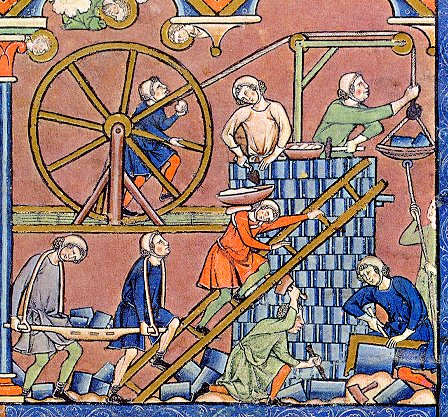
Un șantier medieval înalt din Biblia Maciejowski

Artes mechanicae (arte mecanice) reprezintă un concept medieval asociat practicilor sau abilităților ordonate, adesea puse în opoziție cu cele șapte arte liberale tradiționale (artes liberales). De asemenea, numite și „servile” și „vulgare”,  aceste arte au fost considerate încă din antichitate „nepotrivite” pentru un om liber, deoarece se ocupau de nevoile de bază.

## Prezentare generală
Johannes Scotus Eriugena (secolul al IX-lea) le-a împărțit în șapte categorii:
- vestiaria (croitorie, țesături)
- agricultura (agricultură)
- architectura (arhitectură, zidărie)
- militia și venatoria (război și vânătoare, educație militară, "arte marțiale")
- mercatura (comerț)
- coquinaria (gătit)
- metallaria (fierărie, metalurgie)[2]

Leonardo da Vinci a pus bazele formei mecanice a picturii prin încercarea de a realiza o sinteză între formele de artă romană și greacă. Culorile folosite au fost modificate în numeroase moduri, fiecare ghidat de o anumită concepție privind procesul, materialitatea și întâlnirile întâmplătoare. Artistul a îmbinat cu mâna sa forma și culoarea într-un mod unic, modificându-le însă și prin utilizarea mașinilor sau a forțelor naturii.
În Didascaliconul său, Hugh de St. Victor (secolul al XII-lea) a inclus în rândul acestor arte navigația, medicina și artele teatrale, în locul comerțului, agriculturii și gătitului. Abordarea lui Hugh a conferit într-o oarecare măsură un statut superior artelor mecanice, considerându-le menite să contribuie la îmbunătățirea umanității, o perspectivă care urma să devină o tendință din ce în ce mai evidentă printre gânditorii medievali târzii .
Includerea artes mechanicae în categoria geometriei aplicate a apărut în Europa de Vest la inițiativa lui Dominicus Gundissalinus (secolul al XII-lea), sub influența lecturilor sale în domeniul cercetării academice arabe.
În secolul al XIX-lea „artele mecanice” se refereau la anumite domenii care sunt cunoscute acum sub numele de inginerie. Utilizarea acestei denumiri a fost, aparent, o încercare de a face o deosebire între aceste domenii și activitățile creative și artistice, cum ar fi artele spectacolului sau artele plastice, care erau dedicate clasei superioare și intelectualilor vremii. Artele mecanice erau, de asemenea, considerate și domenii practice pentru cei care nu proveneau din familii înstărite.
Expresii similare precum „arte utile” sau „ arte aplicate” încorporează, probabil, atât artele mecanice, cât și meșteșugurile în general.
Cea mai faimoasă utilizare a expresiei „arte mecanice” (și cea care este întâlnită cel mai frecvent astăzi) este în Legea Colegiilor Morrill Land-Grant⁠(en)[traduceți].